# 11 Dywizja Kawalerii Honwedu
11 Dywizja Kawalerii Honwedu (niem. k. u. 11. LKTD.) – wielka jednostka kawalerii królewsko-węgierskiej Obrony Krajowej.

## Historia dywizji
11 Dywizja Kawalerii Honwedu została sformowana w 1913 roku. Komenda dywizji stacjonowała w Debreczynie. W latach 1913–1914 w skład dywizji wchodziła:
- 22 Brygada Kawalerii Honwedu (węg. 22. lovasdandár, niem. k. u. 22. LKBrig.) w Segedynie (węg. Szeged),
  - Debreczyński 2. Pułk Huzarów Honwedu (węg. Debreczeni 2. honvéd huszárezred) w Debreczynie i Oradei (2. dywizjon),
  - Segedyński 3. Pułk Huzarów Honwedu (węg. Szegedi 3. honvéd huszárezred) w Segedynie i Aradzie (2. dywizjon),
- 24 Brygada Kawalerii Honwedu (węg. 24. lovasdandár, niem. k. u. 24. LKBrig.) w Koszycach (węg. Kassa),
  - Koszycki 5. Pułk Huzarów Honwedu (węg. Kassai 5. honvéd huszárezred) w Koszycach i Nyíregyháza (2. dywizjon),
  - 9. Pułk Huzarów Honwedu (węg. Maros-Vásárhelyi 9. honvéd huszárezred) w Târgu Mureș (węg. Marosvásárhely) i Szamosújvár (2. dywizjon)[2].

## Kadra
Komendanci dywizji
- GM / FML Julius (Gyula) Nagy von Töbör-Éthe ( – XII 1914[3]}[1][4] )
- GM Ferdinand Maria Anton von Bissingen und Nippenburg (XII 1914 – XII 1915[4] )
- GM Károly Czitó (XII 1915 – X 1916[4] )
- GM Vitéz Ladislaus Jóny von Jamnik (XI 1916 – I 1918[4] )
- GM Paul Hegedüs (I – XI 1918[4] )

Komendanci 22 Brygady Kawalerii
- GM Andreas Tallián von Vizek (1914[1][5])
- GM Károly Czitó (1915)
- GM Kolbert Maria Zech von Deybach (1916)

Komendanci 24 Brygady Kawalerii
- GM Emmerich (Imre) Ötvös von Átány ( – 1914[1][5])

Szefowie sztabu
- mjr SG Adalbert (Béla) Száhlender (1914[6][5])